# Eparchie budapešťská a maďarská
Eparchie budapešťská a maďarská je eparchie ruské pravoslavné církve nacházející se v Maďarsku.

## Území a titul biskupa
Zahrnuje celé území Maďarska.
Eparchiálnímu biskupovi náleží titul biskup budapešťský a maďarský.

## Historie
První pravoslavný chrám na území Maďarska byl postaven v 18. století v Tokaji, kde sídlila ruská kozácká posádka. Chrám se dochoval dodnes.
Další ruský chrám byl postaven roku 1803 v Ürömi poblíž Budapešti a to na místě smrti Alexandry Pavlovny Ruské, dcery cara Pavla I. Ruského.
Poté vznikla duchovní misie která působila pod diplomatickou misii a sdružovala pravoslavné lidí žijící  na tomto území. Misie zanikla po vypuknutí první světové války a revoluce v Rusku.
Ve 20. a 30. letech se v Maďarsku usadilo mnoho ruských uprchlíků, které vytvořily dvě farnosti; jedna byla řízena západoevropským exarchou Západní Evropy a druhá Ruskou pravoslavnou církví v zahraničí. Tyto farnosti za války zanikly.
Po osvobození Maďarska od německé okupace roku 1945, přešli farnosti pod jurisdikci Moskevského patriarchátu. Ve stejném období začal moskevský patriarcha Alexij přijímat výzvy maďarských farností, které byly před první světovou válkou pod jurisdikcí Srbské pravoslavné církve, která se snažila používat při bohoslužbách maďarský jazyk.
Dne 11. listopadu 1949 bylo rozhodnutím Svatého synodu určeno, že všechny maďarské farnosti které neměli jurisdikci nebo během války ztratily jurisdikci ruskou byly sloučeny do Prozatímní správy maďarských pravoslavných farností, jejíž hlavou byl jmenován administrátor (děkan) protojerej Ioann Kopolovič. Duchovní vedení farnosti maďarského děkanátu bylo svěřeno Oddělení pro vnější církevní vztahy Moskevského patriarchátu.
Patriarcha Alexej I. schválil 15. listopadu 1949 Řád (listinu) o hospodaření farností, které jsou součástí maďarského děkanátu, a také plnou moc k řešení a realizaci otázek jeho současného života. Ustanovení poznamenalo, že Moskevský patriarchát přijímá do jurisdikce pouze ty farnosti, které o to požádají, nepodléhají arcipastorační pravomoci jiné jurisdikce a jsou mimo kanonickou péči. Věřícím Maďarům bylo uděleno „právo vykonávat všechny bohoslužby a služby v maďarském jazyce“. Kostel Nanebevzetí Panny Marie v Budapešti byl označen jako katedrální kostel maďarského děkanství. Chrám Nanebevzetí Panny Marie v Budapešti byl určen jako katedrální chrám (sobor) děkanátu.
Od 10. srpna do 31. srpna 1951 byly pořádány kurzy pro maďarské duchovní za účelem rozšíření teologických znalostí a upevnění liturgických dovedností. Byly otevřeny nové chrámy a fary, zlepšil se materiální život farností a duchovních.
Roku 1954 Svatý synod vyhověl prosbě protojereje Ioanna aby byl uvolněn z funkce administrátora-děkana a na jeho místo jmenoval protojereje chrámu svatého Mikuláše v Budapešti Ferize Berkiho.
Roku 1987 bylo v církevní budově v Miskolci otevřeno Maďarské pravoslavné muzeum.
Dne 21. března 1996 byl Svatým synodem děkanát vyňat z podřízenosti Oddělení pro vnější církevní vztahy Moskevského patriarchátu a jeho řízením byl pověřen berlínský a německý arcibiskup Feofan (Galinskij).
Dne 29. prosince 1999 byl Svatým synodem jmenován pro řízení děkanátu biskup vídeňský a rakouský Pavel (Ponomarjov).
Dne 19. dubna 2000 Svatý synod rozhodl o přeměně děkanátu na samostatnou eparchii a arcibiskup Pavel získal titul arcibiskup vídeňský a budapešťský.
Dne 7. května 2003 byl arcibiskup a Pavel jmenován arcibiskupem rjazaňským a biskup Ilarion (Alfejev) byl jmenován dočasným administrátorem eparchie.
Maďarský premiér Viktor Orbán dne 1. února 2017 podepsal dotace na opravu katedrálního chrámu, chrámu Nejsvětější Trojice v Miskolci, chrámu svatého Mikuláše v Tokaji a pro výstavbu nového chrámu v Hévízu.

## Seznam biskupů

### Patriarchální farnosti v Maďarsku
- 1949–1960 Nikolaj (Jaruševič)
- 1960–1972 Nikodim (Rotov)
- 1972–1981 Juvenalij (Pojarkov)
- 1981–1989 Filaret (Vachromejev)
- 1989–1996 Kirill (Gunďajev)
- 1996–1999 Feofan (Galinskij)
- 1999–2000 Pavel (Ponomarjov)

### Eparchie maďarská
- 2000–2003 Pavel (Ponomarjov)
- 2003–2009 Ilarion (Alfejev), dočasný administrátor
- 2009–2015 Mark (Golovkov), dočasný administrátor
- 2015–2017 Tichon (Zajcev), dočasný administrátor
- 2017–2019 Antonij (Sevrjuk), dočasný administrátor
- 2019–2019 Ioann (Roščin), dočasný administrátor
- 2019–2022 Mark (Golovkov)
- 2022–2024 Ilarion (Alfejev)
  - od 2024 Mark (Golovkov), dočasný administrátor